# Palpomyia scabra
Palpomyia scabra är en tvåvingeart som först beskrevs av Daniel William Coquillett 1905.  Palpomyia scabra ingår i släktet Palpomyia och familjen svidknott. Inga underarter finns listade i Catalogue of Life.